# Gonzalo Jiménez de Quesada
Gonzalo Jiménez de Quesada, španski raziskovalec in konkvistador, * 1509, Córdoba, Kastiljska krona, † 16. februar 1579, Mariquita, Novo kraljestvo Granada
Gonzalo Jiménez de Quesada y Rivera, napisan tudi kot Ximénez in De Quezada, (špansko: [gonˈθalo xiˈmeneθ ðe keˈsaða];1496 – drugi viri navajajo 1506 ali 1509 – 16. februar) španski raziskovalec in konkvistador v severni Južni Ameriki, na ozemljih, ki so trenutno znana kot Kolumbija. Raziskoval je ozemlje, ki ga je poimenoval Novo kraljestvo Granada, in ustanovil njegovo prestolnico Santafé de Bogotá (sodobna Bogotá). Kot dobro izobražen odvetnik je bil eden od intelektualcev španskega osvajanja. Bil je učinkovit organizator in vodja, oblikoval je prvo zakonodajo za vlado tega območja in bil njen zgodovinar. Med letoma 1556 in 1557 je bil guverner Cartagene, po letu 1569 pa se je lotil raziskovanja proti vzhodu in iskal izmuzljivi El Dorado. Kampanja ni uspela in Jiménez se je nato leta 1573 vrnil v Novo Granado. Predlagali so ga kot možni model za Cervantesovega Don Kihota.

## Družina
Njegov oče, Luis Jiménez de Quesada, je bil hidalgo sorodnik Gonzala Francisca de Cordobe in imel je dva znana daljna bratranca, konkvistadorja Mehike oziroma Peruja: Hernána Cortésa in Francisca Pizarra. Imel je tri mlajše brate; Hernána in Francisca, ki sta bila tudi konkvistadorja, ter Melchorja in sestr Andrejo.

## Zasedba Muisca konfederacije
De Quesada je bil andaluzijski odvetnik, ki se je izobraževal v Granadi. Leta 1535 je bil imenovan za glavnega sodnika in drugega poveljnika odprave v današnjo Kolumbijo, ker v tem obdobju ni bil v dobrih odnosih z domačimi, ker je pravkar izgubil pomemben sodni postopek, v katerem je bila družina njegove matere ekonomsko vključena. Poveljnik odprave Pedro Fernández de Lugo (guverner Kanarskih otokov) je kupil guvernerstvo Kolumbije in opremil floto ter zbral več kot tisoč mož. In tako so odpluli v Kolumbijo, misleč, da bodo našli zelo bogato deželo, polno zlata in biserov. Ko pa so po dveh mesecih plovbe prispeli do majhnega obalnega naselja Santa Marta, so našli le konglomerat koč in umazanih, z boleznimi prežetih kolonistov, ki so hodili naokrog oblečeni v kože ali grobo tkana in podložena bombažna oblačila, ki so jih izdelali domačini iz okolice. Kmalu je hrane primanjkovalo in tropska mrzlica je začela udarjati najmočneje.
Leta 1536 je De Lugo izbral De Quesada (ki ni imel vojaških izkušenj) za poveljevanje odprave za raziskovanje notranjosti Nove Granade v upanju, da bo odkril sanjski El Dorado. Kopenska skupina pod De Quesado s Hernánom Pérezom de Quesado (njegovim bratom), Juanom San Martínom, Juanom del Juncom (kot drugi poveljnik) Lázarom Fontejem in Sergiom Bustillom je udarila južno od Santa Marte, prečkala reko Cesar in prispela na Tamalameque na reki Magdaleni. Podporna flota 6 (ali 5) ladij je prav tako odplula iz Santa Marte z 900 možmi za plovbo po Magdaleni. Le dve od plovil sta dejansko prispeli v Tamalameque in se nato z mnogimi De Quesadovimi možmi vrnili v Santa Marto. Za tem so se do La Tore (Barrancabermeja) De Quesada in njegovi možje povzpeli po reki Opon v cordillero in dosegli hribe Opon, Chipata (blizu Véleza) (marec 1537) in dolino reke Suárez. Mimo jezera Fúquene in jezera Suesca so dosegli Nemocón in Zipaquirá ter končno vstopili v Konfederacijo Muisca (vladali iz Bacate, današnje Funze in Hunze, danes znane kot Tunja).
Preživelo je le 179 moških od 800, ki so strašno trpeli v džungli: bili so prisiljeni jesti kače, kuščarje, žabe in celo usnje, odtrgano z njihovih vpreg in nožnic njihovih mečev. V Bogoti je Quesada odstopil in pozval k volitvam; bil je izvoljen za general-kapitana in zavrgel zadnjo vez, ki ga je držala do guvernerja. Muisca so imeli dva vladarja. Psihipqua Bogotá, vladal v Muyquytá; drugi, hoa Eucaneme, je vladal v Hunzi. Ob izkoriščanju vojne med obema poglavarjema je Quesadina sila ukrotila Muyquytája in nato uspešno napadla Hunzo. Na tej točki je bil čas za ustanovitev naselbine, da bi zemlja sama lahko pripadala De Quesadi in njegovim možem. Izbrali so mesto ob visokih vrhovih vzhoda, kjer je bila zemlja visoka in je dež hitro odtekel, kjer bi jih gore varovale pred napadalci in džunglo spodaj. Quesada je postavil desno nogo na golo zemljo in preprosto rekel: »Prevzamem to deželo v imenu najbolj suverenega cesarja Karla V.« Naselje se je sprva imenovalo Novo mesto Granada, kasneje pa so ga spremenili v Santa Fé de Bogotá, zdaj znano preprosto kot Bogotá, iz čibča besede Bacatá, imena enega od dveh glavnih cacicazgos (kralj) Konfederacije Muisca.
Quesada je ostal v regiji do prihoda dveh odprav konec leta 1538: Sebastiána de Belalcázarja iz Quita v Ekvadorju, enega od kapitanov Pizarra, ki se je uprl proti svojemu vodji; in Nikolaus Federmann, Nemec iz Venezuele, ki se je uprl drugemu Nemcu po imenu Hohermuth. Trije kapitani so se srečali v savani Nove Granade. Vsi trije so si želeli zasesti Novo Granado. Da bi rešil njun spor, jih je De Quesada prepričal, naj se z njim vrnejo v Španijo in svoje rivalske ozemeljske zahtevke predložijo arbitraži krone. Julija 1539 so iz Cartagene odpluli v Španijo. Vendar nobeden od njih ni dobil guvernerske funkcije. De Quesada se je po skoraj ducatu let neutolažnega tavanja po igralnih dvoranah Evrope leta 1550 vrnil v Novo Granado. Tu se je ustalil, da bi živel skoraj dvajset let. Bil je cenjen kolonist, postal je najvplivnejši človek v koloniji. Svoje sokoloniste je zaščitil pred strogostjo uradnikov in zajezil pohlep enkomenderos (velikih posestnikov).

## Zadnja odprava
Leta 1569 je De Quesada, star 63 let, prejel nalogo, da osvoji Llanos vzhodno od Kolumbijske cordillere. Aprila 1569 se je iz Bogote s 500 vojaki na konjih, 1500 domačini, 1100 konji in tovornimi živalmi, 600 glavami goveda, 800 prašiči, velikim številom črnskih sužnjev in 8 duhovniki najprej spustil v Mesetas na zgornji reki Guejar. Tam je večino živine uničil požar trave. De Quesadova odprava se je nato preselila v bližnji San Juan de los Llanos, kjer je bila določena smer vzhod-jugovzhod (vodič Pedro Soleto) in jo vzdrževala naslednji dve leti. Po približno enem letu so se nekateri moški vrnili z Juanom Maldonadom in po šestih mesecih dosegli San Juan z nekaj preživelimi. De Quesada je sčasoma dosegel (San Fernando de) Atabapo ob sotočju Guaviare in Orinoka (decembra 1571), pri čemer je vsako nadaljnje gibanje zahtevalo gradnjo ladij. Zato se je razočaran vrnil v Bogoto in prispel decembra 1572 s samo 25 Španci, 4 domačini, 18 konji in 2 duhovnikoma. Odprava je bila ena najdražjih katastrof sploh. Po kratkem času služenja v obmejnem poveljstvu (v katerem je zadušil vstajo domorodcev) je bil De Quesada, obolel od gobavosti, obupan zaradi svojih dolgov, ki je znašal več kot 60 tisoč dukatov, prisiljen poiskati milejšo klimo in tiho umrl star od 70 do 85 let, v Mariquiti, pomembnem tržnem mestu v Novem kraljestvu Granada.

## Smrt in zapuščina
Po njegovi smrti je bil pokopan v opatiji Santa Lucía v Mariquiti. Njegovi posmrtni ostanki so bili tam do leta 1597, ko so jih izkopali in prenesli v Bogoto, mesto, ki ga je ustanovil.

## Imenovano po Jiménez de Quesadi
- Avenida Jiménez, pomembna avenija v osrednji Bogoti
  - Avenida Jiménez (TransMilenio), postaja TransMilenio, ki oskrbuje to avenijo
- Torres Gonzalo Jiménez de Quesada, pet stolpov s rezidencami v Bogoti

## Polemika
Kot del vsedržavnih demonstracij v Kolumbiji od leta 2019 je bil 7. maja 2021 prevrnjen kip Jiméneza de Quesada na trgu pred Universidad del Rosario v Bogoti. Demonstranti so objavili besede Historical Justice. Dogodek so obeležili na družbenih omrežjih Antonio Morales, novinar in politični predstavnik ljudstva Misak (Guambiano) v Bogoti, je komentiral: »[konkvistadorji] absolutno niso heroji, niti niso heroine. Obžalovanja vredno je, da se moramo vrniti v leto 1492, k nesreči tako imenovanega osvajanja, ki je bilo izvedeno s Svetim pismom v eni in z mečem v drugi roki, da bi premagali domnevne »divjake«, [do da bi opozorili na trenutno diskriminacijo.]« Kolumbijska vlada Ivána Duqueja je predhodno demontažo kipa v mestu Popayán septembra 2020 opisala kot vandalizem.

## Galerija
- Jiménez de Quesada
- Kip
- Grb

## Dela Jiméneza de Quesade
- Jiménez de Quesada, Gonzalo. 1576. Memoria de los descubridores, que entraron conmigo a descubrir y conquistar el Reino de Granada. (Spomin na odkritelje, ki so prišli z menoj, da bi odkrili in osvojili Novo kraljestvo Granada); (publicado por Juan Friede en "Fuentes documentales para la historia del Nuevo Reino de Granada")
- Apuntamientos y anotaciones sobre la historia de Paulo Jovio (Antijovio), 1567. (Opombe in pripombe o zgodovini Paula Jovija (Antijovio), 1567.)
- Los ratos de Suesca (obra perdida): Nekateri raziskovalci menijo, da je Los ratos de Suesca še en naslov za Compendio historial, izgubljeno delo, ki bi ga kronist Lucas Fernández de Piedrahíta uporabil kot vir za svojo kroniko. Drugi menijo, da bi šlo za drugačna dela.
- Delo anonimnega avtorja, ki se pripisuje Jiménezu de Quesadi: Epítome de la conquista del Nuevo Reino de Granada, 1539.